# Comuna Popeliuhî, Murovani Kurîlivți
Popeliuhî (în ucraineană Попелюхи) este o comună în raionul Murovani Kurîlivți, regiunea Vinnița, Ucraina, formată din satele Bileanî și Popeliuhî (reședința).

## Demografie
Componența lingvistică a satului Popeliuhî
     Ucraineană (98,4%)
     Rusă (1,17%)
     Alte limbi (0,44%)
Conform recensământului din 2001, majoritatea populației satului Popeliuhî era vorbitoare de ucraineană (98,4%), existând în minoritate și vorbitori de rusă (1,17%).